# Waterhond
Waterhond is de aanduiding van een groep hondenrassen die geschikt is voor de jacht op waterwild.

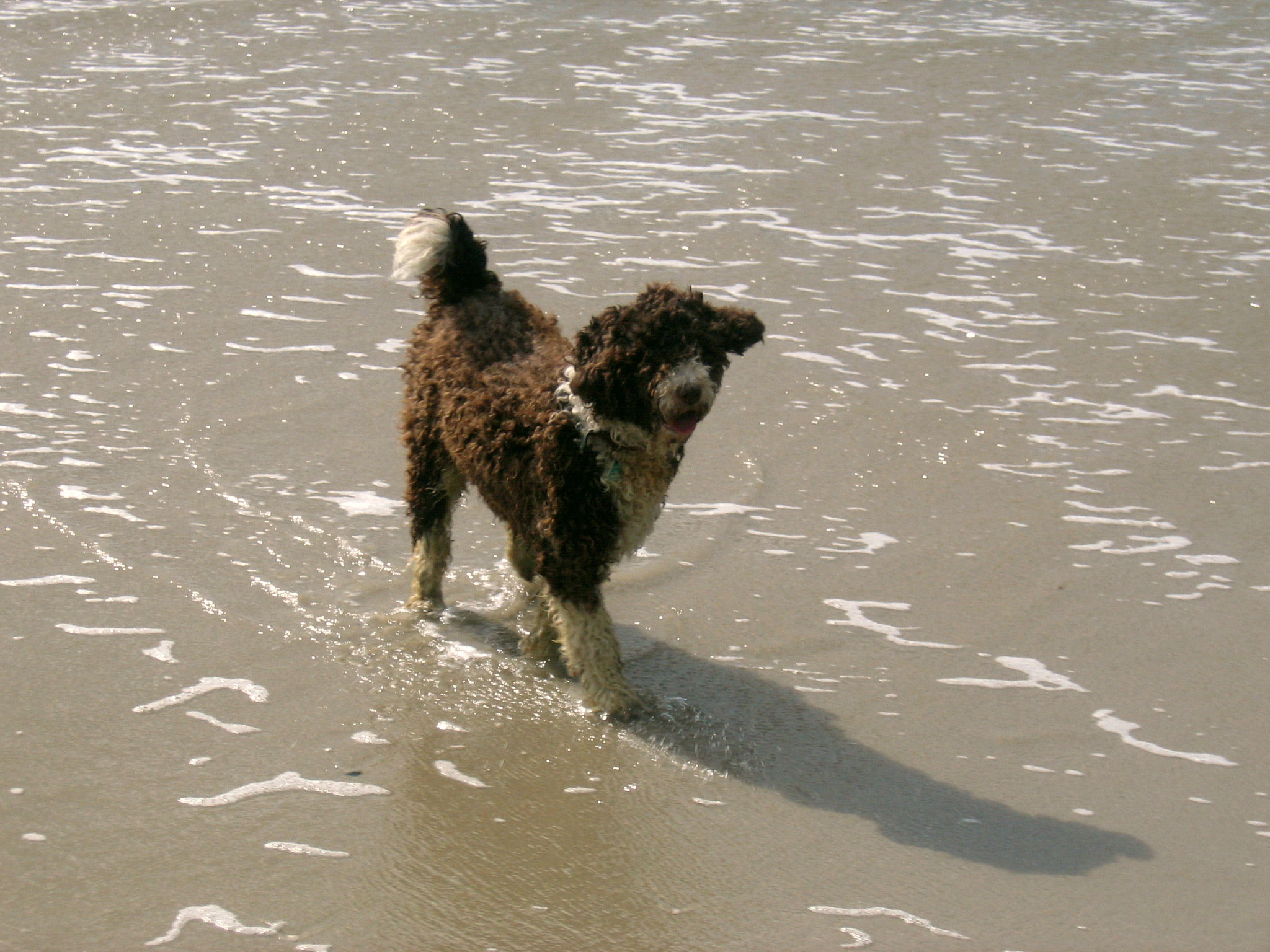
Spaanse waterhond in de zee

De meeste waterhondrassen hebben een donkere huid, een gemiddelde grootte en wollig gekruld haar. De volgende rassen worden volgens de officiële classificatie van de internationale kennelclub Fédération Cynologique Internationale (FCI) tot de waterhonden gerekend:
- Amerikaanse waterspaniël
- Barbet
- Portugese waterhond
- Ierse waterspaniël
- Lagotto romagnolo
- Perro de agua español (Spaanse  waterhond)
- Wetterhoun